# 鳥居正
鳥居 正（とりい ただし、1899年2月11日 - 没年不詳）は、日本の俳優である。本名は鳥居 笑次（とりい しょうじ）。鳥井 正と表記に揺れがある。

## 来歴・人物
1899年（明治32年）2月11日、鹿児島県鹿児島市に生まれる。1979年（昭和54年）に発行された『日本映画俳優全集 男優篇』では、生年月日は不詳、本名も不詳という旨が記されている。幼少期から数本の歌劇に出演していたとされている。
専修大学を中退後、1917年（大正6年）に沢田正二郎（1892年 - 1929年）が創立して間も無い新国劇に入り、幹部俳優として活躍。立ち回りの巧さで定評があった。1925年（大正14年）、聯合映画芸術家協会と連携して製作された衣笠貞之助監督映画『月形半平太』や、同じく東亜キネマと連携して製作されたマキノ青司（牧野省三）総指揮・監督映画『国定忠治』で沢田と共演。
1933年（昭和8年）、日活太秦撮影所に入社。数本の作品に渋い芸を見せたが、1935年（昭和10年）、第一映画社に移籍。ここでも数本の作品に脇役として出演するが、もはや十分に発揮する事が出来なかった。ところが、1936年（昭和11年）に公開された伊藤大輔監督映画『四十八人目』以降の出演作品が見当たらない。その後、時期は不明であるが、『日本映画俳優全集・男優編』（キネマ旬報社）が発行された1979年（昭和54年）10月23日の時点では、すでに死去したものとされている。没年不詳。鳥居の来歴について記載されている資料はほとんど存在しない。

## 出演作品

### 新国劇
現存する新国劇の関連資料から、上記の人物が実際に出演した演目を記載した。ただし、劇団創立当初及び戦争末期の一部記録、並びに地方公演の記録は現存していない。
- 『社会の礎』：原作仲木貞一、1922年10月公演 - 職工岩下勝治
- 『冠頭篇 西南戦争聞書』：原作岡本綺堂、192年月公演 - 有馬銀之助
- 『城山の月』：原作岡本綺堂、1922年10月公演 - 有馬銀之助
- 『国定忠次』：原作行友李風、1922年11月公演 - 三津木の權三、行脚の老僧（2役）
- 『月形半平太』：原作行友李風、1922年11月公演 - 長州藩士青木仙之助、新撰組覆面の武士（2役）
- 『妖刀村正』：原作水谷竹紫、1922年12月公演 - 家士
- 『星月夜』：原作瀬戸英一、1922年12月公演 - 刑事後藤
- 『清水次郎長』：原作額田六福、1923年1月公演 - 駕萬助
- 『大菩薩峠 第一篇』：原作中里介山、1923年1月公演 - 剱士瀧川敬一郎、覆面の剱士、新選組爪割善之進（3役）
- 『次郎吉懺悔』：原作鈴木泉三郎、1923年2月公演 - 駕昇
- 『大菩薩峠 第二篇』：原作中里介山、1923年3月公演 - 雲助
- 『井伊大老の死』：原作中村吉蔵、1923年4月公演 - 久世大和守、浪士大関（2役）
- 『新選組』：原作行友李風、1923年8月公演 - 新選組篠原泰之進
- 『松永弾正』：原作岡栄一郎、1924年3月公演 - 家臣
- 『寺田屋騒動』：原作長田秀雄、1924年3月公演 - 薩摩の役人上床源助
- 『成吉思罕の妃』：原作林久男、1924年4月公演 - 塔児忽台
- 『義士伝の怪物』：原作行友李風、1924年4月公演 - 中小姓天野貞之進
- 『髯の十左』：原作中内蝶二、1924年4月公演 - 秀五郎の子分不死身の芳松
- 『国定忠次』：原作行友李風、1924年5月公演 - 山王堂の谷五郎、藤蔵子分三太（2役）
- 『丸橋忠弥』：原作菊池寛、1924年5月公演 - 与力菊池源右衛門
- 『月形半平太』：原作行友李風、1924年7月公演 - 会津藩士奥平文之進（2役）
- 『異説 安中宗三』：原作行友李風、1924年7月公演 - 雲助、磯部平九郎（2役）
- 『城山の月 特別短期興行』：原作岡本綺堂、1924年9月14日-9月28日公演 - 飯原勝弥
- 『岩見重太郎』：原作菊池寛、1924年9月公演 - 村松平太郎
- 『紀伊国屋文左衛門』：原作小林宗吉、1924年10月公演 - 名不知の市平
- 『心中熊谷笠』：原作額田六福、1924年10月公演 - 刺客山本長九郎
- 『假名手本忠臣蔵』：原作竹田出雲・三好松洛・並木千柳、1924年10月公演 - 竹森喜太八
- 『清水次郎長 荒神山』：原作神田伯山、1924年11月公演 - 門井門之助
- 『富士に立つ影 裾野篇』：原作白井喬二、1925年1月公演 - 水野家々臣鏑木義国、大河内豊輔（2役）

### 初期
全てサイレント映画である。
- 『国定忠治』：監督マキノ青司、製作東亜キネマ等持院撮影所、1925年1月15日公開 - 高山登
- 『月形半平太』：監督衣笠貞之助、製作聯合映画芸術家協会、1925年5月15日公開 - 岡崎幸蔵

### 日活京都撮影所
特筆以外、全て製作は「日活京都撮影所」、配給は「日活」、特筆以外は全てサイレント映画、特筆以外は全て「鳥居正」名義である。
- 『濡れ烏』：監督渡辺邦男、製作日活太秦撮影所、1933年12月8日公開 - 河井継之助 ※「鳥井正」名義
- 『浅太郎赤城颪』：監督犬塚稔、1934年4月5日公開 - 目明し角萬の藤兵衛 ※「鳥井正」
- 『新月かつら川』：監督清瀬英次郎、1934年4月19日公開 - 乾分・中盆の三吉
- 『修羅道春秋 前篇』：監督辻吉郎、製作日活太秦撮影所、1934年5月10日公開 - 目明し文吉
- 『忠臣蔵 刃傷篇 復讐篇』：監督伊藤大輔、1934年5月17日公開 - 高田軍兵衛 ※トーキー
- 『修羅道春秋 後篇』：監督辻吉郎、製作日活太秦撮影所、1934年7月26日公開 - 目明し文吉
- 『へり下りの利七』：監督尾崎純、製作日活太秦撮影所、1934年8月8日公開 - 座古谷半之丞 ※「鳥井正」名義
- 『唄祭三度笠』：監督伊藤大輔、1934年9月1日公開 - 五光の松吉 ※トーキー

### 第一映画社
特筆以外、全て製作は「第一映画社」、配給は「松竹」、特筆以外は全てトーキー、以降全て「鳥居正」名義である。
- 『折鶴お千』：監督溝口健二、1935年1月20日公開 - 甘谷 ※解説版
- 『マリアのお雪』：監督溝口健二、1935年5月30日公開 - 官軍大佐
- 『たつた一人の女』：監督寺門静吉、1936年1月30日公開 - 浪人・保南伊九郎
- 『初姿』：監督坂根田鶴子、1936年3月5日公開 - 銀行員
- 『赤西蠣太』（『赤西蛎太』）：監督伊丹万作、製作片岡千恵蔵プロダクション、配給日活、1936年6月18日公開 - 柴田外記
- 『四十八人目』：監督伊藤大輔、1936年7月30日公開 - 竹林唯七